# Condition Red
Condition Red is het vierde studioalbum van de Duitse powermetalband Iron Savior. Het vertelt het sciencefictionverhaal verder dat was begonnen op de voorgaande albums.

## Tracklist
Alle nummers zijn geschreven en gecomponeerd door Piet Sielck, tenzij anders vermeld.
1. "Titans of Our Time" (3:54)
2. "Protector" (4:36)
3. "Ironbound" (5:22)
4. "Condition Red" (4:57)
5. "Warrior" (4:48)
6. "Mindfeeder" (4:45)
7. "Walls of Fire" (4:21)
8. "Tales of the Bold" (5:31)
9. "I Will Be There" (bonusnummer beperkte oplage) (5:50)
10. "No Heroes" (Sielck, Joachim "Piesel" Küstner) (4:15)
11. "Paradise" (5:48)
12. "Thunderbird" (7:23)
13. "Crazy" (Seal-cover, bonusnummer) (5:07)

### Japans bonusnummer
1. "Living After Midnight" (Judas Priest-cover) (3:21)

## Bandleden

### Iron Savior
- Piet Sielck – zang, achtergrondzang, gitaar
- Jan-Sören Eckert – basgitaar, achtergrondzang
- Andreas Kück – keyboard, achtergrondzang
- Thomas Nack – drums
- Joachim "Piesel" Küstner – gitaar, achtergrondzang

### Aanvullende muzikanten
- Rolf Köhler - achtergrondzang

### Productie
- Piet Sielck – productie, technicus, mixage, albumhoesconcept
- Iron Savior – bijkomende productie
- Marisa Jacobi – grafisch ontwerp
- Jo Kirchherr – foto's